# Dolmàtovo (Tula)
|  | Per a altres significats, vegeu «Dolmàtovo». |

Dolmàtovo (en rus: Долматово) és un poble de l'óblast de Tula, a Rússia, segons el cens del 2010 tenia 342 habitants.